# 월령검
《월령검》(중국어: 靈契)은 2018년에 공개한 중화인민공화국의 영화이다.

## 캐스팅
주연
- 가정우
- 맹자적
- 진주군

조연
- 우의결